# 三本政樹
三本 政樹（みもと まさき、1977年11月5日 - ）は、日本の男性声優。和歌山県出身。

## 人物
以前は81プロデュースに所属していた。
声種はテノール。
趣味・特技は釣り、探検。

## 出演
太字はメインキャラクター。

### テレビアニメ
- きらりん☆レボリューション（山田太郎）
- D.Gray-man（ファインダー）
- とっとこハム太郎（ジローさん）
- .hack//Roots（PC）
- ななか6/17（男子D）
- メジャー 2nd season（広崎[6]、高校生、サッカー部員、受験生、友ノ浦選手）
- わがまま☆フェアリー ミルモでポン!わんだほう（男子生徒A、男子生徒B）
- わがまま☆フェアリー ミルモでポン!ちゃあみんぐ（男子生徒、部員）

### ドラマCD
- きらりん☆レボリューション（風真宙人）